# Piper albozonatum
Piper albozonatum är en pepparväxtart som beskrevs av C. Dc.. Piper albozonatum ingår i släktet Piper och familjen pepparväxter. Inga underarter finns listade i Catalogue of Life.